# Hovs landskommun, Skåne
Hovs landskommun var en tidigare kommun i dåvarande Kristianstads län.

## Administrativ historik
Kommunen bildades i Hovs socken i Bjäre härad i Skåne när 1862 års kommunalförordningar trädde i kraft. 
Vid kommunreformen 1952 uppgick kommunen i Västra Bjäre landskommun som 1971 uppgick i Båstads kommun.

## Politik

### Mandatfördelning i Hovs landskommun 1938-1946
| 7 | 13 |

| 20 |

| 7 | 13 |

| 20 |

| 7 | 10 | 3 |

| 20 |